# 제14군 (미국)
제14군(영어: Fourteenth United States Army)은 미국 육군의 제2차 세계 대전의 유럽 전구에서 미국 육군  소장 존 P. 루카스가 기획한 수은 작전을 위해 만든 군사기만 야전군이다. 제1군집단의 하위부대로 편성되었다.

## 전투 서열
- 제9공수사단 (레스터 시티)
  - 제523낙하산보병연대
  - 제196글라이더보병연대
  - 제199글라이더보병연대
- 제21공수사단 (풀벡)
  - 제521낙하산보병연대
  - 제277글라이더보병연대
  - 제278글라이더보병연대
- 제33군단 (베리 세인트 에드문드)
  -  제11보병사단 (베리 세인트 에드문드)
    - 제178보병연대
    - 제352보병연대
    - 제392보병연대

  -  제48보병사단 (우드브리지)
    - 제80보병연대
    - 제95보병연대
    - 제146보병연대

  -  제25기갑사단 (데레햄)
    - 제72전차대대
    - 제73전차대대
    - 제74전차대대
    - 제498기갑보병대대
    - 제499기갑보병대대
    - 제500기갑보병대대
- 제37군단 (첼름스퍼드)
  -  제17보병사단 (햇필드 페베렐)
    - 제293보병연대
    - 제336보병연대
    - 제375보병연대

  -  제59보병사단 (입스위치)
    - 제94보병연대
    - 제139보병연대
    - 제171보병연대